# Диффенбахия пятнистая
Диффенбахия пятнистая, Диффенбахия Сегуина (лат. Dieffenbachia seguine) — южноамериканское травянистое растение, типовой вид рода Диффенбахия семейства Ароидные (Araceae). Популярное комнатное растение, культивируемое по всему свету.
Растение с крупным стеблем и листовыми пластинками до 40−50 см в длину и 10−16 см в ширину, вытянутой или ланцетной формы с заострёнными концами. На поверхности листа могут быть заметны до 15 боковых жилок. Имеется несколько сортов этого вида, различающихся окраской листьев. Один из крупнейших видов диффенбахий.